# Derib
Claude de Ribaupierre, född 8 augusti 1944 i La Tour-de-Peilz, känd under artistnamnet Derib, är en schweizisk serieskapare. Han är främst känd för de långvariga albumserierna Yakari och Buddy Longway, som båda utspelar sig bland indianer och nybyggare i västra USA.

## Biografi
Claude de Ribaupierre föddes i Schweiz men flyttade vid 19 års ålder till Belgien för att han ville arbeta med tecknade serier. Han jobbade en tid i Peyos studio och fick teckna bakgrunder till bland annat Supersmurfen. 1965 publicerades hans första serie under eget namn i tidningen Spirou. 1967 skapade han tillsammans med manusförfattaren Rosy Attila.
1970 startade han serien Yakari tillsammans med André Jobin, Job. 1971–1972 tecknade han Go West tillsammans med Greg. 1972 publicerades serien om Buddy Longway för första gången, en serie där han själv stod som både tecknare och författare.

## Stil och inspiration
Deribs stil innehåller mycket natur och bildkompositionen på sidan är inte den traditionella rutindelningen, utan hela sidan bildar en helhet. Teman som går igen i hans serier är medkänsla och varsamhet om natur och människor.
Han har studerat både hinduisk och indiansk filosofi. Han har också gjort noggranna efterforskningar om de nordamerikanska indianerna.

## Serier (i urval)
- Attila (4 album, 1969–1974)
- Pythagoras (3 album, 1969–1974)
- Yakari (36 album, påbörjad 1973, pågår fortfarande)
- Buddy Longway (20 album, 1974–2006)
- Go West (1 album, 1979)
- Han som föddes två gånger (3 album, 1983–1985)
- Mannen som trotsade ödet (1 album, 1987)
- Det röda spåret (4 album, 1988–1998)